# 5627 Short
5627 Short eller 1991 MA är en asteroid i huvudbältet som upptäcktes den 16 juni 1991 av den australiensiske astronomen Robert H. McNaught vid Siding Spring-observatoriet. Den är uppkallad efter matematikern James Short.
Asteroiden har en diameter på ungefär 3 kilometer.